# Sucesión al trono de Tonga

Corona real de Tonga

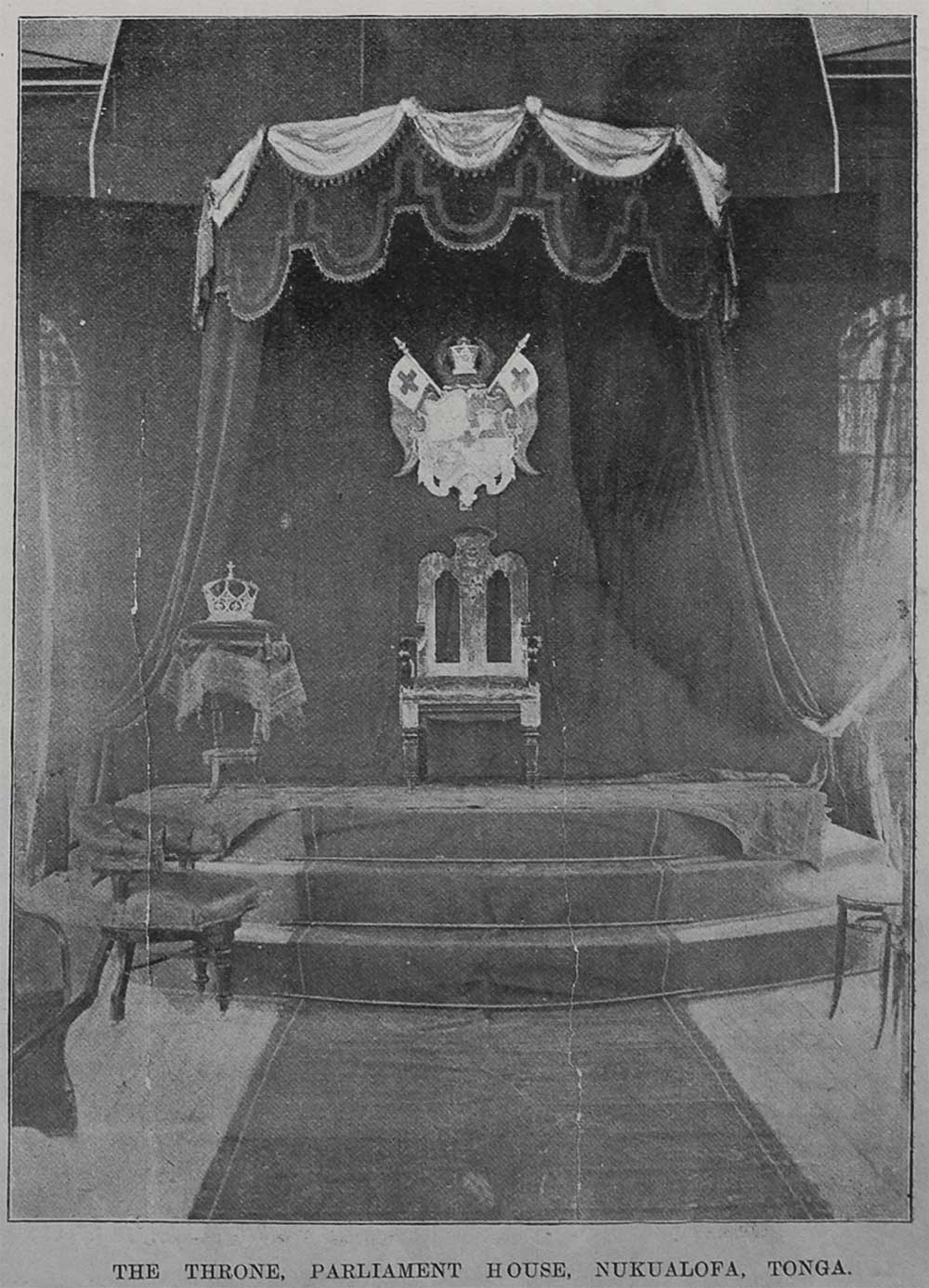
Trono real en 1900.

La sucesión al trono de Tonga hace referencia a las reglas sucesorias del monarca de dicho país, recogidas en el artículo 32 de la Constitución tongana.

## Reglas sucesorias
La corona desciende según la primogenitura cognática de preferencia masculina, el trono se otorga a un miembro femenino si ella no tiene hermanos vivos de descendientes legítimos. Solo los descendientes legítimos a través de la línea del hijo y nieto del Rey Jorge Tupou I, el Príncipe Heredero Tēvita'Unga y el Príncipe 'Uelingatoni Ngū, tienen derecho a triunfar. Una persona pierde su derecho de sucesión y priva a sus descendientes de su derecho de sucesión si él o ella se casa sin el permiso del monarca.
En el caso, que de que no haya heredero de la Corona o sucesor que haya sido proclamado, el monarca nombrará a su heredero si la Cámara de Nobles lo consiente. De lo contrario los ministros del gabinete convocarán a los representantes nobles de la Asamblea Legislativa y la Cámara de los Nobles elegirá por votación a alguno de los jefes a quienes deseen acceder al trono. Y tendrá éxito como el primero de una nueva dinastía y él y su descendencia.

## Línea de sucesión
La línea de sucesión actual es la siguiente:
- Rey Taufa'ahau Tupou IV (1918-2006)
  -  Rey Jorge Tupou V (1948-2012)
  -  Rey Tupou VI (n. 1959)
    - (1) Príncipe Tupoutoʻa Jorge Constantino (n. 1985)
      - (2) Príncipe Taufaʻahau Manumataongo (n. 2013)
      - (3) Princesa Halaevalu Mata'aho (n. 2014)
      - (4) Princesa Nanasipauʻu Eliana (n. 2018)
      - (5) Princesa Carlota Mafileʻo Pilolevu (n. 2021)

    - (6) Viliami, príncipe Ata (n. 1988)
    - (7) Princesa Lātūfuipeka (n. 1983)

  -  (8) Carlota Mafileʻo Pilolevu, princesa real (n. 1951)
    - (9) Sālote Lupepau'u Salamasina Purea Vahine Arii 'Oe Hau Tuita (n. 1977)
      - (10) Phaedra Anaseini Tupouveihola Ikaleti Olo-'i-Fangatapu Fusituʻa (n. 2003)

    - (11) Titilupe Fanetupouvava'u Tuita Tu'ivakano (n. 1978)
      - (12) Simon Tu'iha'atu'unga George Ma'ulupekotofa Tu'ivakano (n. 2011)
      - (13) Michaela Mary Rose Halaevalu Tokilupe Hala-‘i-Vahamama‘o Tu’ivakano (n. 2012)
      - (14) Fatafehi Lapaha Salote Koila Tu’ivakano (n. 2013)

    - (15) Frederica Lupe'uluiva Fatafehi 'o Lapaha Tuita Filipe (n. 1983)
      - (16) Latu'alaifotu'aika Fahina e Paepae Tian Tian Filipe (n. 2014)
      - (17) Josiah Rehua Filipe (n. 2017)

    - (18) Lupeolo Halaevalu Moheofo Virginia Rose Tuita (n. 1986)